# Cyclamen cilicium

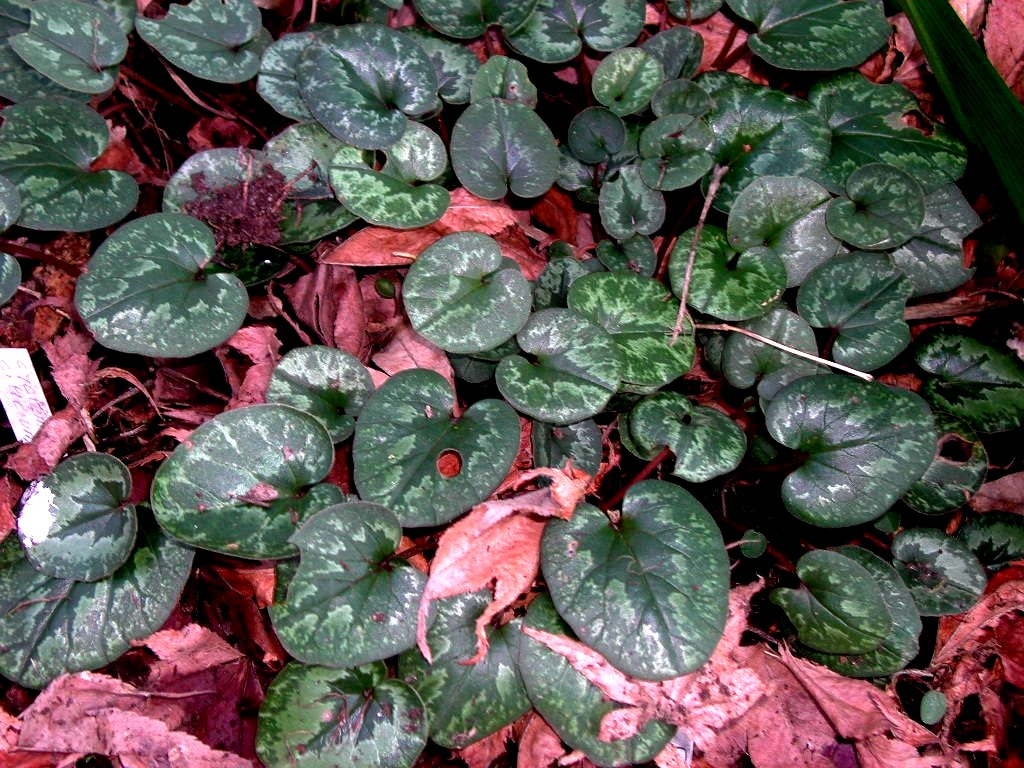
Hojas.

Cyclamen cilicium (ocasionalmente y erróneamente con la grafía cilicicum) es una especie de flores perennes bulbosas de la familia Primulaceae. 

## Descripción
Es una especie fragante de hojas ovalada o en forma de corazón, verdes y a menudo con dibujo plateado. Los pétalos, de color blanco hasta rosado-magenta, tienen una mancha más oscura en su base.

## Distribución
Es nativa de los bosques de coníferas de los Montes Tauro en el sur de Anatolia, a altitudes que van de 700 hasta 2.000 m.

## Taxonomía
Cyclamen cilicium fue descrita por Boiss. & Heldr. y publicado en Diagnoses Plantarum Orientalium Novarum 11: 78. 1849.
Etimología
Ver: Cyclamen
cilicium: epíteto geográfico que alude a la Cilicia, una antigua región ahora parte de Armenia y del sureste de Turquía. 
Sinonimia
- Cyclamen cilicium f. album E.Frank & Koenen[2]